# Hispano Aviación 1112
Pour les articles homonymes, voir Buchon.
L'Hispano Aviación 1112 (surnommé buchón signifiant « pigeon ») était un avion espagnol fabriqué sous licence par Hispano Aviación à partir du chasseur allemand Messerschmitt Bf 109 G. Les premiers modèles étaient assez semblables aux modèles allemands. Certains étaient équipés avec des moteurs Hispano-Suiza.

## Origine
En 1942, un accord est conclu pour la production sous licence du Bf 109 en Espagne. Selon ses termes, l'Allemagne doit fournir les plans et certains outillages pour la production de la cellule en Espagne, ainsi que livrer les moteurs, les hélices et divers équipement. Cependant, au fur et à mesure que la guerre approche de sa fin, l'Allemagne a de plus en plus de difficultés à approvisionner sa propre armée de l'air, et fournir des pièces à un pays neutre n'est pas une priorité. Ainsi à la fin du conflit, il n'existe que 25 chasseurs, tous incomplets.

## Après-guerre
La défaite de l'Allemagne et la destruction de ses usines aéronautiques lors de la Seconde Guerre mondiale posa un problème pour la fabrication de l'Hispano 1112. En effet, il n'y avait plus de moteurs allemands à disposition. Le moteur Hispano-Suiza 12Z est utilisé, sans donner entièrement satisfaction. L'Espagne se tourna alors vers le Royaume-Uni, qui a fourni des moteurs Rolls-Royce Merlin, qui avaient équipé durant toute la guerre de nombreux avions : Spitfire (et Seafire), Hurricane, Lancaster, Mosquito.... L'aspect du HA 1112 en fut quelque peu modifié. En effet, le moteur allemand est un V12 inversé , c'est  à dire avec les culasses en bas, mais le 12Z et le Merlin ont les culasses en haut... Le nez de l'avion est donc modifié, ce qui se remarque principalement à la position des lignes d'échappement.
Ils furent construits jusqu'à la fin des années 1950 et utilisés par l'armée de l'air espagnole jusqu'au milieu des années 1960. Les premières séries avaient une hélice tripale, qui fut ensuite changée pour une hélice quadripale sur les dernières séries. Il existait aussi une version biplace d'entraînement utilisée en école de l'air.
Certains de ces avions furent utilisés durant le tournage du film La Bataille d'Angleterre avec également le CASA 2111, version hispanique du bombardier Heinkel He 111 (équipé lui aussi de moteurs Rolls-Royce Merlin). L'Hispano 1112 figura également dans le film L'Odyssée du Hindenburg.

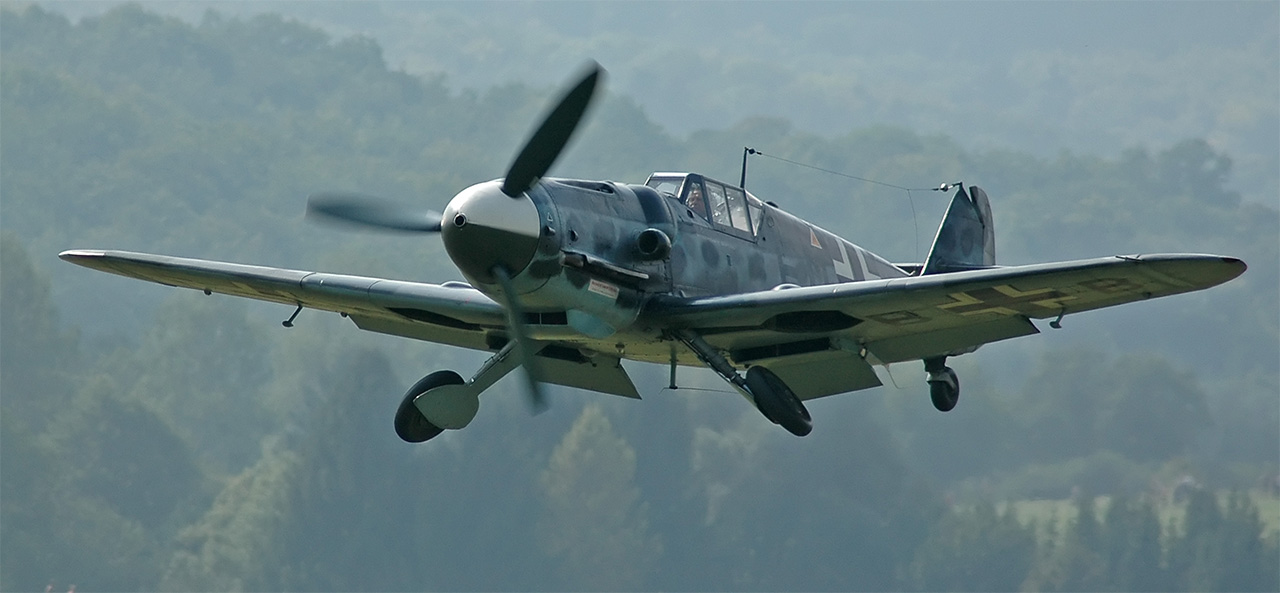
HA-1112 repeint aux couleurs d'un Me109. Le modèle est remotorisé avec un DB 605 allemand

## Comme "faux" Bf109
Comme très peu de Bf109  ont survécu en état de vol au conflit, des HA1112 ont été utilisés pour jouer le rôle du chasseur allemand dans des films, ou pour des meetings aériens. C'est notamment le cas pour le film La Bataille d'Angleterre (1969), pour lequel seize Bucheron ont été utilisés, peints au couleurs allemandes, et légèrement modifiés pour améliorer la ressemblance. Néanmoins, la position des lignes d'échappement de ces avions à moteurs Merlin trahit leur identité.
Certains buchón volent encore dans des meetings aériens, souvent repeints aux couleurs allemandes. Un exemplaire a été remotorisé, en Allemagne, avec un moteur de Messerschmitt Bf 109 G d'origine (DB 605) récupéré en Italie. Les supports et le capot moteur ont également été transformés en 109 G6, puisque sur le DB605 les culasses sont "en bas" alors que sur les Hispano et Rolls-Royce elles sont "en haut". Cet avion, ainsi modifié, vole de temps en temps dans certains meetings aériens en Europe (cf. photo).
Un autre exemplaire a également été modifié en Europe. Son cockpit et sa dérive ayant été prélevés sur un Avia S-199 (version tchèque du Bf 109) afin de lui donner l'apparence d'un BF 109 G10.
D’autres HA-1112 ont également été reconditionnés en Bf 109 G (avec modification de la partie avant et de la motorisation) et sont exposés dans plusieurs musées en Allemagne et aux États-Unis.

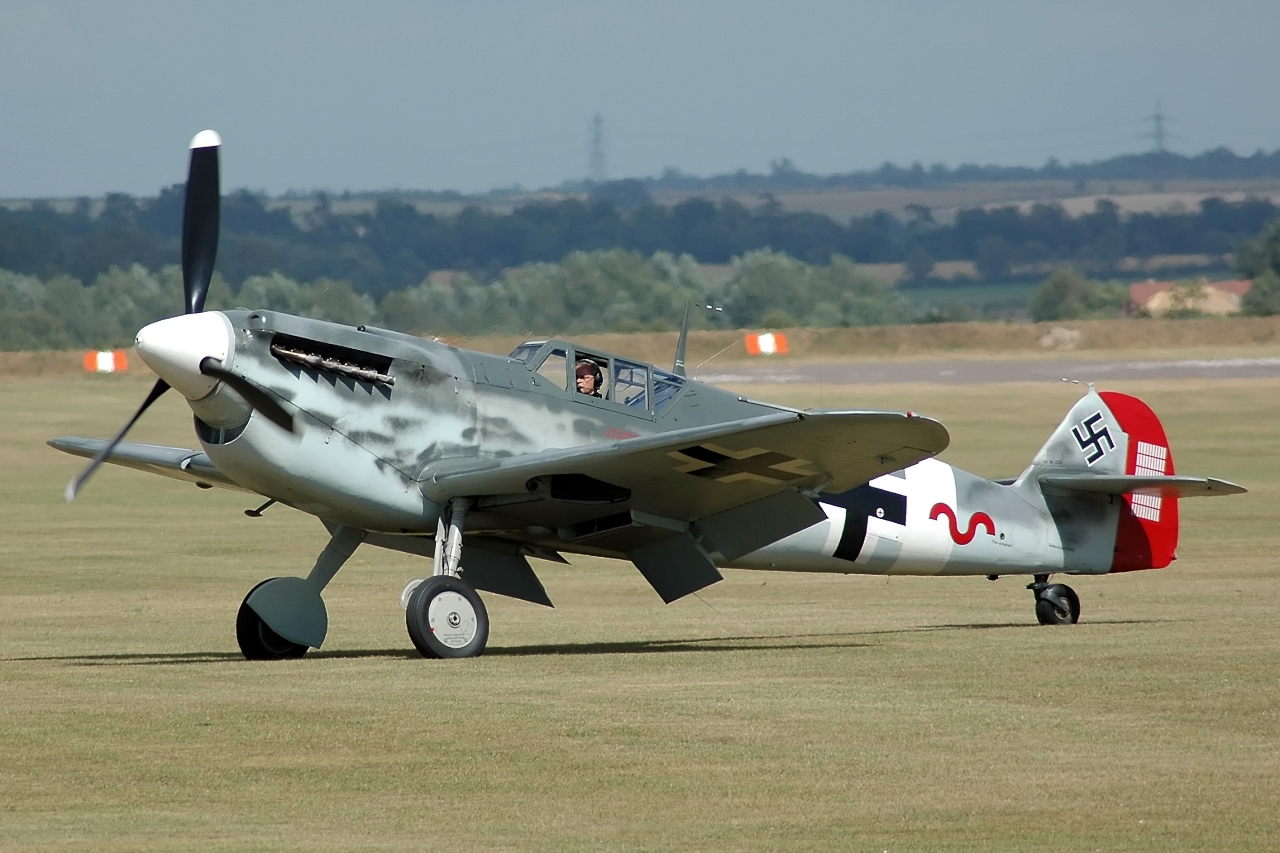
HA-1112-M1L Buchón C4K-102
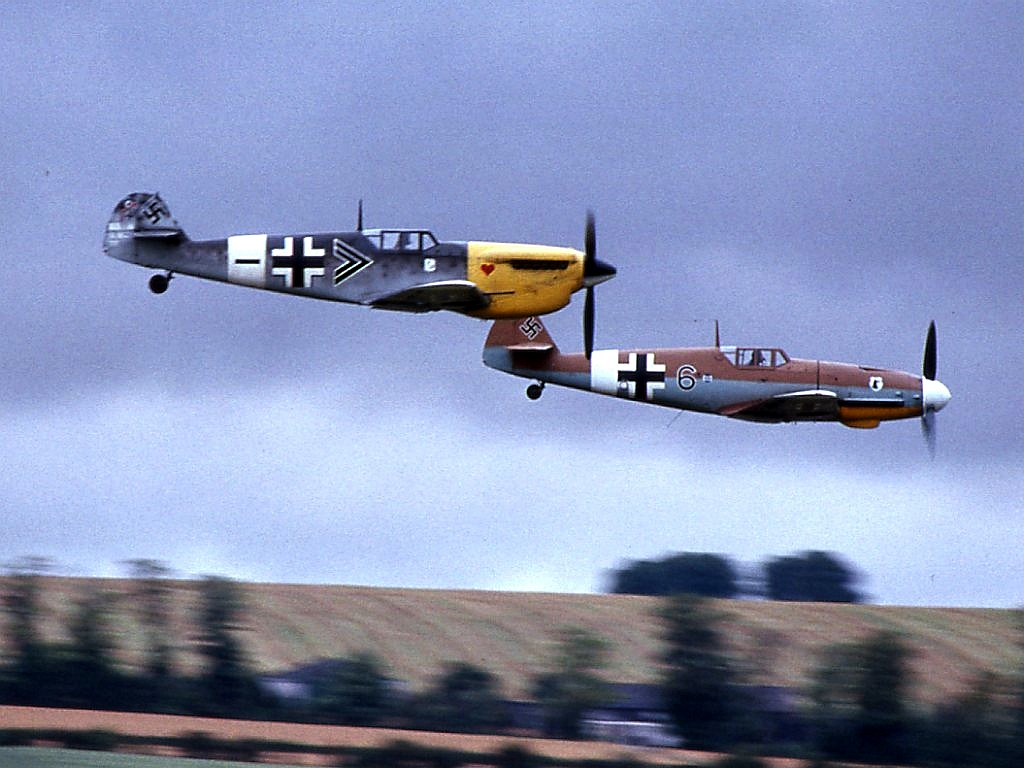
HA-1112-M1L et Bf 109G.Le cliché avec un Bf 109 permet de noter la différence entre un capot moteur d'un HA-1112 motorisé par un Rolls-Royce Merlin, et d'un Bf 109 motorisé par un DB 605 ; la différence entre les casseroles d'hélice est également mise en évidence.
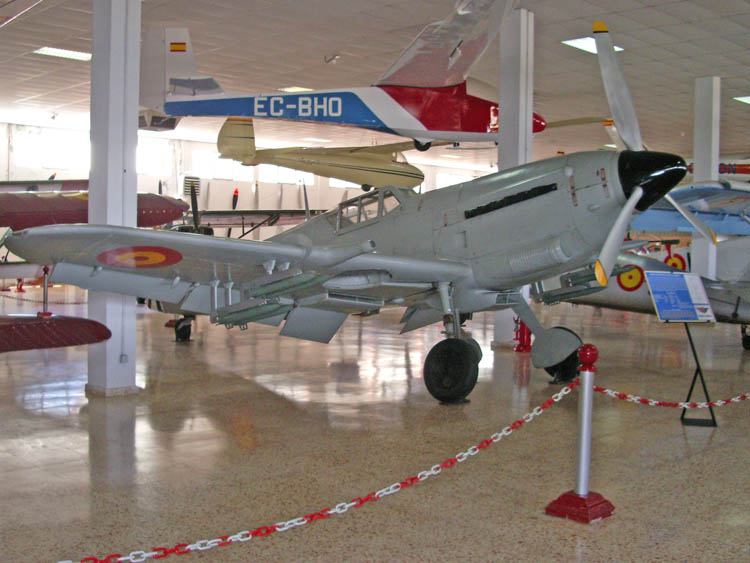
Une des premières versions du HA-1112 avec un moteur Hispano-Suiza
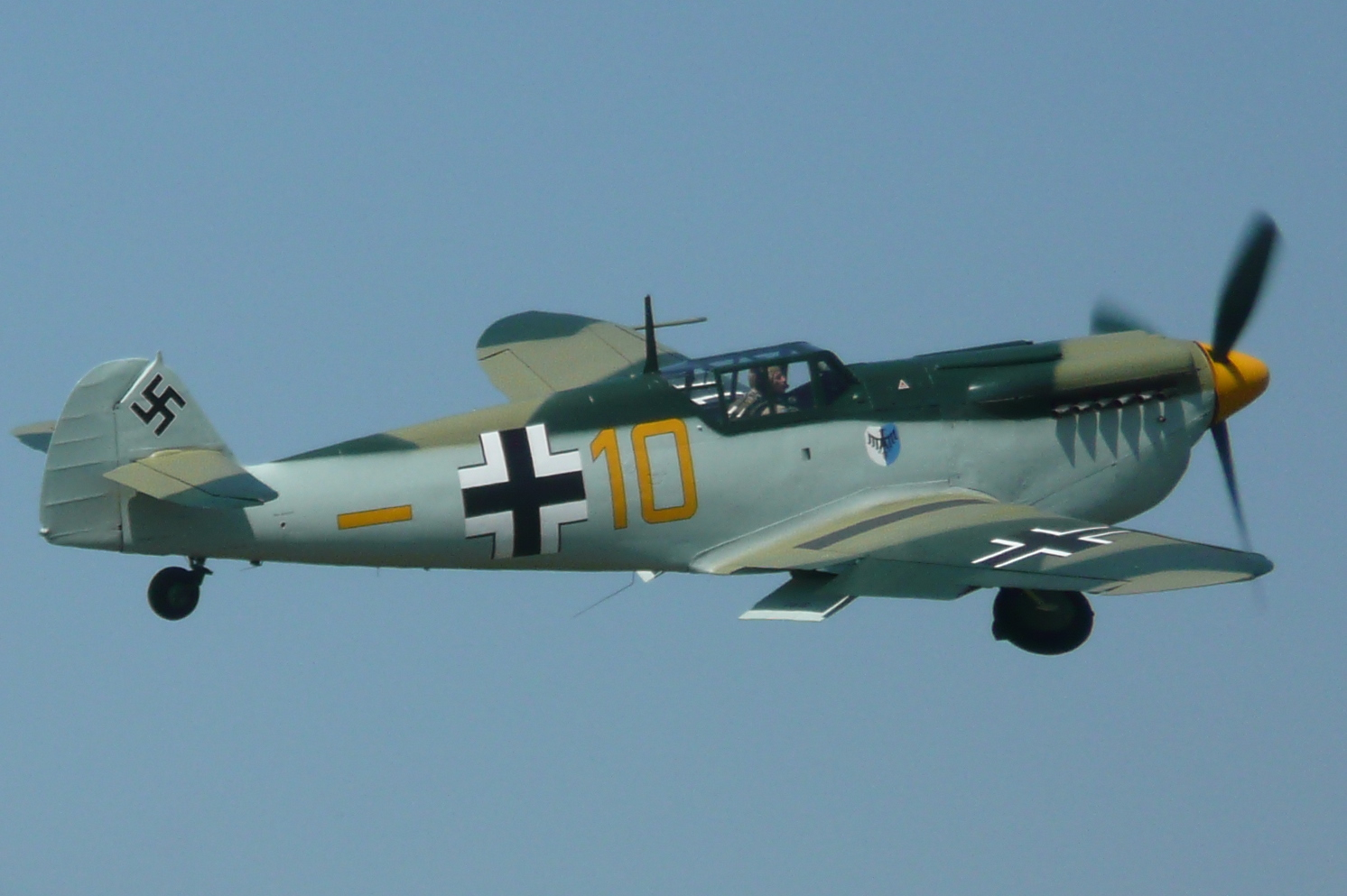
Un Ha 1112 décoré comme un Me 109 E de 1940 pour des reconstitutions de la bataille d'Angleterre